# 竹森二郎
竹森 二郎（たけもり じろう、1948年1月13日 - ）は、日本の実業家。元アイ・ロジスティクス(現：伊藤忠ロジスティクス）代表取締役社長。伊藤忠商事の元代表取締役常務。

## 経歴
1948年三重県にて生まれる。1971年に滋賀大学経済学部を卒業後、伊藤忠商事入社。同社代表取締役常務などを経て、2006年アイ・ロジスティクス社長。

## 年譜
- 1948年 - 三重県生まれ
- 1971年 - 滋賀大学経済学部卒業
- 1971年 - 伊藤忠商事
- 1997年 - 伊藤忠商事船舶・海洋プロジェクト部長
- 2001年 - 伊藤忠商事執行役員
- 2003年 - 伊藤忠商事常務執行役員機械カンパニーエグゼクティブバイスプレジデント
- 2004年 - 伊藤忠商事機械カンパニープレジデント
- 2004年 - 伊藤忠商事取締役常務
- 2006年 - アイ・ロジスティクス顧問
- 2006年 - アイ・ロジスティクス代表取締役社長